# Nanotråd
 Der er for få eller ingen kildehenvisninger i denne artikel, hvilket er et problem. Du kan hjælpe ved at angive troværdige kilder til de påstande, som fremføres i artiklen.

Nanotråd er en cylindrisk struktur med en diameter i omegnen en nanometer (10-9 meter). Nanotråd har typisk en stort længde til bredde ratio, med en længde på mellem 10 og 1000 nm (dog typisk mellem 20nm og 50μm). Nanotråd kan fremstilles af mange forskelige materialer, bl.a. metaliske (f.eks. Au, Ag, Pt, etc.), halvledere (f.eks. Si, GaAs, InP, etc.) og isolerende (f.eks. SiO2, TiO2, etc.) og kan bestå af flere af disse i samme Nanotråd.
Nanotråd indgår på grund af sine strukturelle og elektriske egenskaber både i den biologiske og den fysiske del af nanoteknologien.

## Fremstilling
Tråden laves af metal-ioner, f.eks. Au-ioner (guld). Hver ion er omkring 0,2-0,3 nm.
Det kan gøres ved brug af et Scanning Tunnel Microscope (STM), der kan lave et 3d billede af
et atomart lag.
STM mikroskopet fungerer ved at føre en lille tip henover atomerne og på den måde måle afstanden
til dem.
Mikroskopet gør det næsten muligt at se de enkelte atomer side om side.
Ved at lade tippen på mikroskopet berøre overfalden er det muligt at placere atomerne et ad gangen.
En anden teknik for produktion af nanotråde er Vapor-Liquid-Solid metoden (forkortet VLS). Ved denne teknik bruges der flydende katalysepartikler, typisk guld. Det ønskede materiale introduceres i gasfase, hvorpå aflejring begyndes. Under normale omstændigheder er denne metode langsom, men katalysepartiklen forøger hastigheden, ved at opløse gassen indtil mætningspunktet er nået. Ved dette punkt vil nanotråden begynde at gro under katalysepartiklen, i fladen mellem flydende og fast stof. Nanotrådens vækst stoppes ved at ekstrahere gassen.
Kompositionen af materialer i nanotråden kan styres ved at udskifte gassen, dette anvendes hvis målet er at opnå en forskelligartet struktur i nanotråden.

## Elektriske Egenskaber
Nanotråd kan på grund af sin bredde, opføre sig som et 1-dimensionelt system for elektroner, da de er begrænsede på tværs af nanotråden. Dette resulterer i, at elektronerne antager diskrete energiniveauer, samt at tilstandstætheden ændres i forhold til den set i et 3-D system. I denne størrelsesorden spiller kvanteeffekter en afgørende rolle for ledningsegenskaberne af et materiale. Elektrisk ledning gennem en 1-D struktur vil, såfremt den termiske energi er lav nok, ikke overholde Ohms lov, men ske i diskrete trin. Trinhøjden betegnes som ledningskvantet og har værdien:
```
  

  

    

      

        

          

            

              
2

              

                
e

                

                  
2

                

              

            

            
h

          

        

        
≈

        
12

        
,

        
9

        
k

        

          
Ω

          

            
−

            
1

          

        

      

    

    
{\displaystyle {\frac {2e^{2}}{h}}\approx 12,9k\Omega ^{-1}}

  

```

## Anvendelse
Trådene bruges som meget små elektriske ledninger.
De kan også bruges til at gøre f.eks. plastik magnetisk eller elektrisk ledende. Nanotråde er bl.a. med til at gøre forskellige komponenter mindre.
Et eksempel på dette er IBMs Racetracks.